# Тетраэдральное число

Пирамида с длиной стороны 5 содержит 35 сфер. Каждый слой представляет одно из первых пяти треугольных чисел

Тетраэдра́льные числа, называемые также треугольными пирамидальными числами — это фигурные числа, представляющие пирамиду, в основании которой лежит правильный треугольник. {\displaystyle n}-е по порядку тетраэдра́льное число {\displaystyle \Delta _{n}} определяется как сумма {\displaystyle n} первых треугольных чисел :
{\displaystyle \Delta _{n}=T_{1}+T_{2}+\dots +T_{n}}
Начало последовательности тетраэдральных чисел:
1, 4, 10, 20, 35, 56, 84, 120, 165, 220, 286, 364, 455, 560, 680, 816, 969, … (последовательность A000292 в OEIS).

## Формула
Общая формула для {\displaystyle n}-го тетраэдрального числа:
{\displaystyle \Delta _{n}={\frac {n(n+1)(n+2)}{6}}.}
Также формула может быть выражена через биномиальные коэффициенты:
{\displaystyle \Delta _{n}=C_{n+2}^{3}={\binom {n+2}{3}}.}

## Свойства
Тетраэдральные числа находятся на 4-й позиции каждой строки в треугольнике Паскаля.
Только три тетраэдральных числа являются квадратными числами:
{\displaystyle \Delta _{1}=1^{2}=1},
{\displaystyle \Delta _{2}=2^{2}=4},
{\displaystyle \Delta _{48}=140^{2}=19600}.
Пять тетраэдральных чисел одновременно являются треугольными (последовательность A027568 в OEIS):
{\displaystyle \Delta _{1}=T_{1}=1},
{\displaystyle \Delta _{3}=T_{4}=10},
{\displaystyle \Delta _{6}=T_{15}=120},
{\displaystyle \Delta _{20}=T_{55}=1540},
{\displaystyle \Delta _{34}=T_{119}=7140},
Единственным пирамидальным числом, которое одновременно квадратное и кубическое, является число 1.
Можно заметить, что:
{\displaystyle \Delta _{5}=\Delta _{1}+\Delta _{2}+\Delta _{3}+\Delta _{4}}
Ряд из обратных тетраэдральных чисел является телескопическим и поэтому сходится:
{\displaystyle \sum _{n=1}^{\infty }{\frac {1}{\Delta _{n}}}=\sum _{n=1}^{\infty }{\frac {6}{n(n+1)(n+2)}}={\frac {3}{2}}.}
Одна из «гипотез Поллока» (1850 год): каждое натуральное число представимо как сумма не более пяти тетраэдральных чисел. До сих пор не доказана, хотя проверена для всех чисел, меньших 10 миллиардов.

## Многомерное обобщение
Трёхмерные тетраэдральные числа можно обобщить на четыре и более измерений, аналогично переходу от треугольных чисел к тетраэдральным. Аналогом тетраэдральных чисел в {\displaystyle d}-мерном пространстве служат «симплексные числа», называемые также гипертетраэдральными:
{\displaystyle S_{n}^{[d]}={\frac {(n-1+d)!}{(n-1)!\ d!}}={\frac {\prod _{k=0}^{d-1}(n+k)}{d!}}.}.
Их частным случаем выступают:
- {\displaystyle S_{n}^{[2]}} — треугольные числа.
- {\displaystyle S_{n}^{[3]}} — тетраэдральные числа.
- {\displaystyle S_{n}^{[4]}} — пентатопные числа.